# Geraldine Hunt
Pour les articles homonymes, voir Hunt.
Geraldine Hunt, née le 10 février 1945 à St. Louis (Missouri) et morte le 27 octobre 2022, est une chanteuse et productrice américaine de musique disco.
Elle est principalement connue pour son plus gros tube, Can't Fake The Feeling.

## Biographie

### Famille
Son fils, Freddie James, est connu pour plusieurs tubes dans les années 1980. Le 28 octobre 2022, il annonce sur Facebook le décès de sa mère à l'âge de 77 ans.
Sa fille, Rosalind Hunt, faisait partie avec Lise Cullerier du groupe disco montréalais Cheri, avec le tube de 1982 Murphy's Law (écrit par Geraldine et son fils Freddie).